# Uvo Hölscher (Philologe)
Uvo Harald Antonio Hölscher (* 8. März 1914 in Halle (Saale); † 31. Dezember 1996 in München) war ein deutscher Klassischer Philologe.

## Leben und Wirken
Der Sohn des Theologen Gustav Hölscher besuchte Gymnasien in Marburg und Bonn. Er studierte zunächst ab 1932 in Tübingen und München Naturwissenschaften und Kulturwissenschaft, dann in Frankfurt/Main Klassische Philologie, wo er sich besonders für die Vorlesungen Karl Reinhardts interessierte. Bei dessen regelmäßigen Samstag-Einladungen lernte er Max Kommerell und auch die Studentin Dorothea Lohmeyer kennen, die er 1940 heiratete. 1937 wurde er bei Reinhardt über das Thema Die Philosophie des Empedokles promoviert und am nächsten Tag zur Wehrmacht einberufen. Die Habilitation erfolgte 1944 während eines kurzen Urlaubs bei Bruno Snell in Hamburg, mit dem Thema Ekkyklema-Szenen im griechischen Drama. Diese Arbeit blieb unveröffentlicht, und er musste bei der Partei eine Erklärung abgeben, sich nie um eine Professur zu bewerben. Seine Zeit in amerikanischer Kriegsgefangenschaft verbrachte er aufgrund eines gescheiterten Fluchtversuches unter erschwerten Bedingungen. Nach seiner Entlassung 1946 setzte er seine wissenschaftliche Karriere als Privatdozent an der Universität München fort, wohin er sich umhabilitiert hatte, 1951 wurde er dort zum Professor ernannt. Dort war er zeitweise einziger Vertreter seines Faches an der Universität München, bis Friedrich Klingner und Rudolf Pfeiffer dorthin kamen. Nach einem England-Aufenthalt wurde Hölscher 1954 als ordentlicher Professor an die Freie Universität Berlin berufen und 1962 nach Heidelberg. Ab 1970 war er wieder Professor in München.
Hölscher blieb der einzige Schüler Reinhardts, von dem er auch seine Hauptthemen übernahm: sein Werk galt der frühen griechischen Dichtung (insbesondere Homer) und der Philosophie der Vorsokratiker. Sein bekanntestes Buch ist eine Legitimation der Altphilologie: Die Chance des Unbehagens – Zur Situation der klassischen Studien (1965). Auch die Formulierung Das nächste Fremde wird häufig zitiert, um das Verhältnis der Moderne zur Antike zu charakterisieren. Das bedeutendste Werk ist Die Odyssee – Epos zwischen Märchen und Roman (1988).
Hölscher war von 1969 bis 1971 ordentliches Mitglied der Heidelberger Akademie der Wissenschaften und seit 1971 korrespondierendes Mitglied.
Von 1978 bis 1990 war Hölscher Präsident der Hölderlin-Gesellschaft. 1989 wurde ihm von der Stadt Pforzheim der Reuchlin-Preis verliehen.
Er war mit der Germanistin Dorothea Hölscher-Lohmeyer verheiratet, seine Söhne sind der Klassische Archäologe Tonio Hölscher und der Historiker Lucian Hölscher.

## Schriften (Auswahl)
- Untersuchungen zur Form der Odyssee. Szenenwechsel und gleichzeitige Handlungen. Weidmann, Berlin 1939.
- Empedokles und Hölderlin. Insel-Verlag, Frankfurt am Main 1965. 2., überarbeitete Auflage, herausgegeben von Gerhard Kurz, Edition Isele, Eggingen 1998, ISBN 3-86142-124-0.
- Die Chance des Unbehagens. 3 Essais zur Situation der klassischen Studien. Vandenhoeck & Ruprecht, Göttingen 1965.
- Anfängliches Fragen. Studien zur frühen griechischen Philosophie. Vandenhoeck & Ruprecht, Göttingen 1968.
- Parmenides: Vom Wesen des Seienden. Die Fragmente. Griechisch und deutsch. Herausgegeben, übersetzt und erläutert von Uvo Hölscher. Suhrkamp, Frankfurt am Main 1969. Neuauflage, Suhrkamp, Frankfurt am Main 1986, ISBN 3-518-28224-7. Überarbeitete Neuauflage, herausgegeben von Alfons Reckermann, Meiner, Hamburg 2014, ISBN 978-3-7873-2479-8.
- Der Sinn von Sein in der älteren griechischen Philosophie (= Sitzungsberichte der Heidelberger Akademie der Wissenschaften, Philosophisch-Historische Klasse. Jahrgang 1976, Abhandlung 3). Winter, Heidelberg 1976, ISBN 3-533-02504-7.
- Die Odyssee. Epos zwischen Märchen und Roman. 3. Auflage. C. H. Beck, München 1990, ISBN 3-406-33390-7.
- Das nächste Fremde. Von Texten der griechischen Frühzeit und ihrem Reflex in der Moderne. C. H. Beck, München 1994, ISBN 3-406-38505-2 (gesammelte Aufsätze, enthält Bibliographie Hölschers).
- Strömungen der deutschen Gräzistik in den Zwanziger Jahren. In: Hellmut Flashar (Hrsg.): Altertumswissenschaft in den 20er Jahren. Franz Steiner, Stuttgart 1995, ISBN 3-515-06569-5.